# Radar (песма)
„Radar“ је песма америчке певачице Бритни Спирс снимљена за њен пети студијски албум Blackout. Такође је укључена као бонус песма на њеном шестом студијском албуму Circus. 7. маја 2009. на Бритнином званичном сајту најављено је да ће "Radar" бити четврти сингл са албума Circus. 

## Издавање сингла
"Radar" је потврђен као четврти и последњи сингл са албума Blackout 3. маја 2008. године од продуцијског тима The Clutch. 11. јуна 2008. Џив рекордс је објавио да ће издавање "Radar-а" бити отказано због Бритниног снимања новог албума Circus.
2008
Промотивни ЦД је послат радио-станицама у Аустралији, Новом Зеланду, Финској, Шведској, Пољској, Ирској и Уједињеном Краљевству. Песма је постала популарна и успела је да уђе у топ-листе неколико држава.
2009
"Radar" је званично издат радио-станицама у САД 23. јуна.